# サウス・ウイスト島

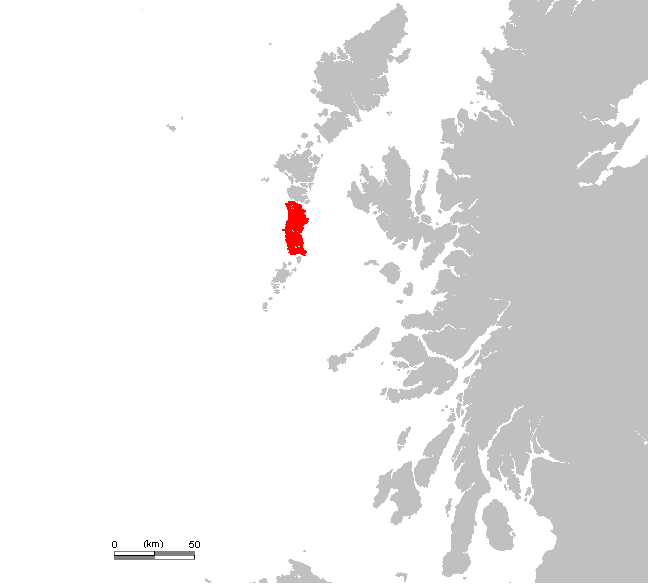
サウス・ウイストの位置

サウス・ウイスト島 （South Uist、スコットランド・ゲール語: Uibhist a Deas）は、スコットランド、アウター・ヘブリディーズ諸島の島。手つかずの自然と、考古学的な関心をもたれる土地である（イギリス唯一の、先史時代のミイラが発見されている）。住民のほとんどがゲール語を話し、90％がカトリック教徒である。
西海岸の砂質の海岸平野、ロッホ・ドルイディベグなどのロッホ、湿地、森林、砂丘、砂岩海岸一帯のマッハシステムはハイイロガン、ハジロコチドリなどの水鳥の越冬地と繁殖地であり、1976年にラムサール条約登録地となった。